# Proložac
Proložac és un poble de Croàcia situat al comtat de Split-Dalmàcia, a la frontera amb Bòsnia i Hercegovina. El 2021 tenia 3.112 habitants.